# Sadie Jones
Daniela Krien, född  1975 i London,  i Storbritannien, är en brittisk författare. Jones debutroman The Outcast vann flera priser och filmatiserades av BBC.